# Rupiah Banda
Pour les articles homonymes, voir Banda.
Rupiah Banda, né le 13 février 1937 à Gwanda (Rhodésie du Sud à l'époque, actuel Zimbabwe) et mort le 11 mars 2022 à Lusaka, est un homme politique zambien, président de la République entre 2008 et 2011 sous les couleurs du Mouvement pour la démocratie multipartite (MMD).

## Carrière politique
Il fut ambassadeur de son pays en Égypte de 1965 à 1967 puis aux États-Unis de 1967 à 1969.
De 1975 à 1976, il occupe les fonctions de ministre des Affaires étrangères dans le gouvernement de Kenneth Kaunda.
Vice-président de la République depuis le 9 octobre 2006, il devient président par intérim le 29 juin 2008 alors que le président Levy Mwanawasa vient d'être victime d'un accident vasculaire cérébral. Ce dernier étant décédé le 19 août suivant, Rupiah Banda se présente à l'élection présidentielle du 30 octobre. Soutenu par le parti au pouvoir, le MMD, il est élu 4e président de la République de Zambie et est investi pour un mandat de trois ans le 2 novembre. Il perd le scrutin du 20 septembre 2011 face à Michael Sata.
Il est poursuivi pour corruption et blanchiment d'argent en 2013. Le parlement a levé son immunité (par 80 voix contre 3) pour laisser la justice suivre son cours.
Son fils Andrew Banda annonce le décès de son père survenu le 11 mars 2022, des suites d'un cancer du côlon.